# L'altra verità. Diario di una diversa
(Alda Merini, L'altra verità. Diario di una diversa.)
L'altra verità. Diario di una diversa è la prima opera in prosa, a carattere autobiografico, della scrittrice italiana Alda Merini, pubblicata dall'editore Scheiwiller nel 1986.
Diario di una diversa è un'opera composta sotto forma di diario, di lettere e di qualche verso, che narra l'esperienza vissuta dall'autrice internata in manicomio; pur essendo perlopiù scritta in prosa, è attraversata da una dimensione profondamente lirica.
Nella prefazione all'opera della nuova edizione accresciuta pubblicata da Rizzoli nel 1997, viene riportato il commento di Giorgio Manganelli, precedentemente  pubblicato nella rivista "Alfabeta" (Milano, settembre 1983), che così scrive: "Il Diario di una diversa di Alda Merini non è un documento, né una testimonianza sui dieci anni trascorsi dalla scrittrice in manicomio. È una ricognizione, per epifanie, deliri, nenie, canzoni, disvelamenti e apparizioni, di uno spazio – non un luogo – in cui venendo meno ogni consuetudine e accortezza quotidiana, irrompe il naturale numinoso dell'essere umano."
Il testo è diviso in due parti ("Diario di una diversa" e "Lettere"), oltre a una "Conclusione" e delle "Aggiunte in margine"; l'edizione 1997 comprende anche Mia sorella, Canto dell'ombra della luce e La carne e il sospiro.

## Riconoscimenti
Nel 1987 il libro è stato finalista al Premio Bergamo..